# Łęgi (Tatry)
Łęgi – teren w polskich Tatrach, na pograniczu polsko-słowackim, pomiędzy Hurkotną Polaną na północy i Łysą Polaną na południu. Znajduje się na zachodnim brzegu rzeki Białki, (nad Doliną Białki), porośnięty jest lasem i pocięty licznymi spływającymi strumieniami.